# 佐藤巧 (アナウンサー)
佐藤 巧（さとう たくみ、1992年12月1日 - ）はフリーアナウンサー、ナレーター。RKB毎日放送の元アナウンサー。大分県別府市出身。

## 経歴
三人男兄弟（双子+本人）の三男。兄にたくと呼ばれている。
別府市立亀川小学校、別府市立北部中学校では速球であり技巧派投手でエースとして活躍し好成績を修め、市内では有名であった。今宮健太（現福岡ソフトバンクホークス）とは小学生の頃から数度、野球の試合で対戦経験がある。元オリックス・バファローズの大山暁史は先輩。(双子の兄は一緒にプレーしていた)
大分県立別府鶴見丘高等学校卒業後に立教大学観光学部交流文化学科に進学。立教大学では野球部に所属するが「東京六大学野球公式戦には出場しなかった」と述べている。
RKB毎日放送に2015年4月に入社。ワイドFMアンバサダーを入社1年目より務めているほか、2年目である2016年度にはNHK・民放連共同ラジオキャンペーン『#フクラジ』のキャンペーンボーイも務めた。
「趣味は運動とショッピング。好きな歌手は秦基博・好きなスポーツは野球」とブログに記述している。座右の銘は「無事これ名馬」。
「2023年3月末日にRKBを退職し・福岡を拠点とするフリーアナウンサーになる」と自分のツイッターへ2023年3月3日に投稿している。
私生活では2022年3月にRKB時代の後輩アナウンサーであった武田伊央と結婚。この件は結婚から1年半近く経た2023年9月4日にRKBラジオ『田畑竜介 Grooooow Up』の番組内にて武田本人から明らかにされた。また武田は第1子を懐妊し、同年12月に出産予定であることも併せて明らかにし、同年12月30日、妻の武田が自身のInstagramにて「（2023年の年末に）第1子（長女）を出産した」ことを公表した。

## 出演

### フリーアナウンサー時代

#### テレビ
- サンデーウォッチ（RKBテレビ、スポーツコーナー・※RKBアナウンサー時代から出演中。
- 全国高等学校野球選手権福岡大会中継（ジェイコム九州）
- 全国高等学校野球選手権大分大会中継（大分朝日放送、ジェイコム九州）
- HAWKS プロ野球中継（スポーツライブ+、2023年 - ）

#### ラジオ
- UP↑UP（2025年1月14日、CROSS FM）（松下由依休演時の代理）
- ホークスイニング0（2025年4月2日・5月14日・5月28日・6月11日・6月25日・7月30日・8月6日、RKB）- 水曜週替わりMC [9]

### RKB毎日放送時代

#### テレビ
- ウォッチ@24（金曜）
- 今日感テレビ（月曜・木曜サブキャスター）
- たべごころ
- タダイマ!（金曜日・ニュースキャスター）
- RKBヘッドライン（不定期）
- THE TIME,（不定期）[10]

#### ラジオ
- RKBエキサイトホークス
- RKB50ニュース（随時担当）
- エンタメバラエティ THE☆ヒット情報（木曜）
- 夜の人格
- 鬼橋美智子 花の応援団!(金曜)
- カリメン（木曜・金曜→金曜）